# Heenvliet

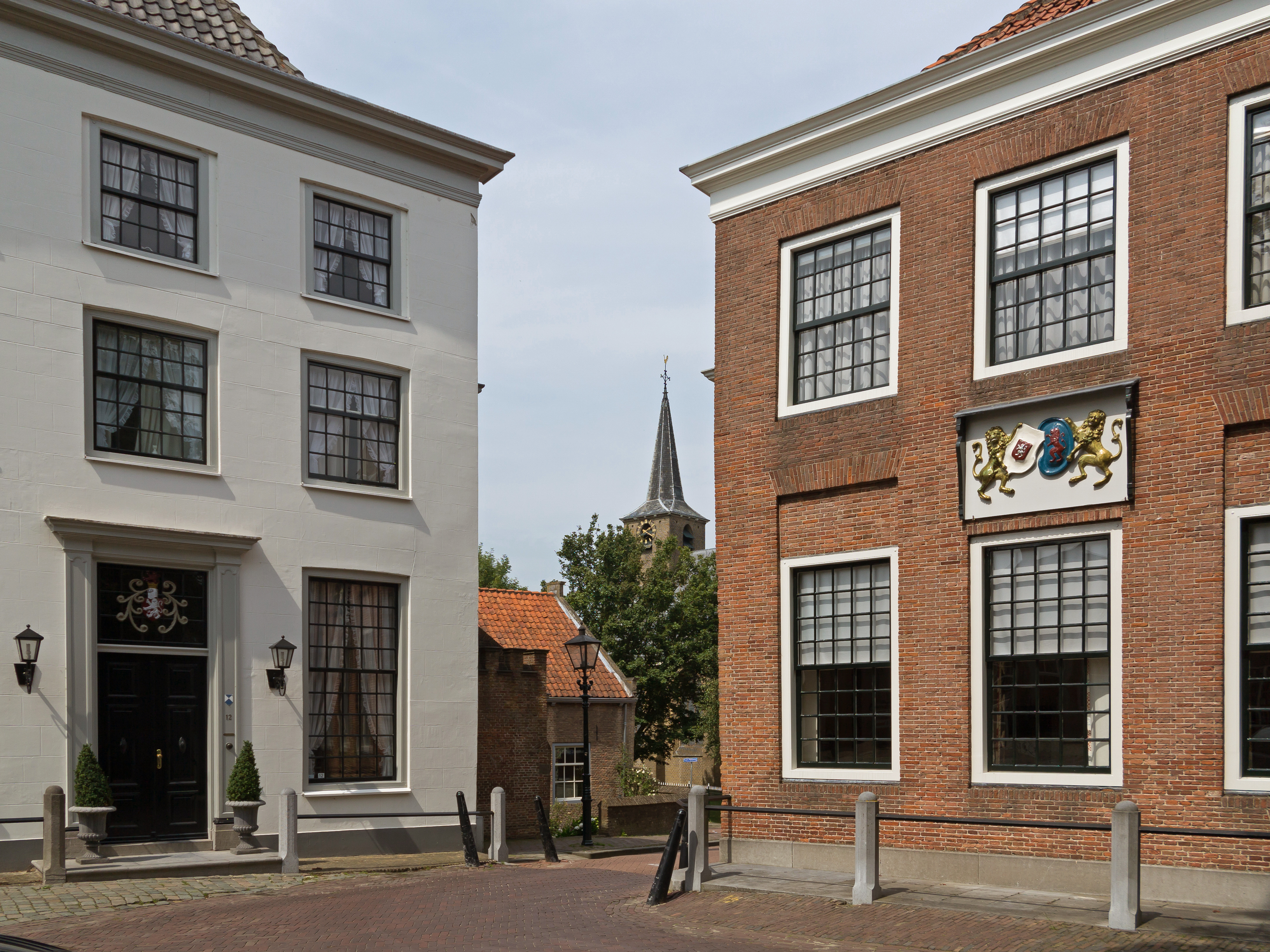
Markt avec tour de l'église

Heenvliet est une ville dans la commune néerlandaise de Nissewaard, dans la province de la Hollande-Méridionale. Le 1er janvier 2006, la ville, qui a obtenu ses droits de cité en 1469, comptait 2 675 habitants.
Heenvliet a été une commune indépendante jusqu'au 1er janvier 1980. À cette date, la commune fusionne avec celles de Geervliet, Abbenbroek, Oudenhoorn et Zuidland pour former la nouvelle commune de Bernisse.